# Ælvsered sogn
Ælvsered sogn i Västergötland var en del af Kind herred. Ælvsered distrikt dækker det samme område og er en del af Falkenbergs kommun. Sognets areal var 52,24 kvadratkilometer, heraf land 47,29. I 2020 havde distriktet 610 indbyggere. Landsbyen Ælvsered ligger i sognet.
Befolkningen steg fra 1810 (366 indbyggere) till 1960 (832 indbyggere). Siden da er befolkningen faldet.